# Lodowisko Chwiałka

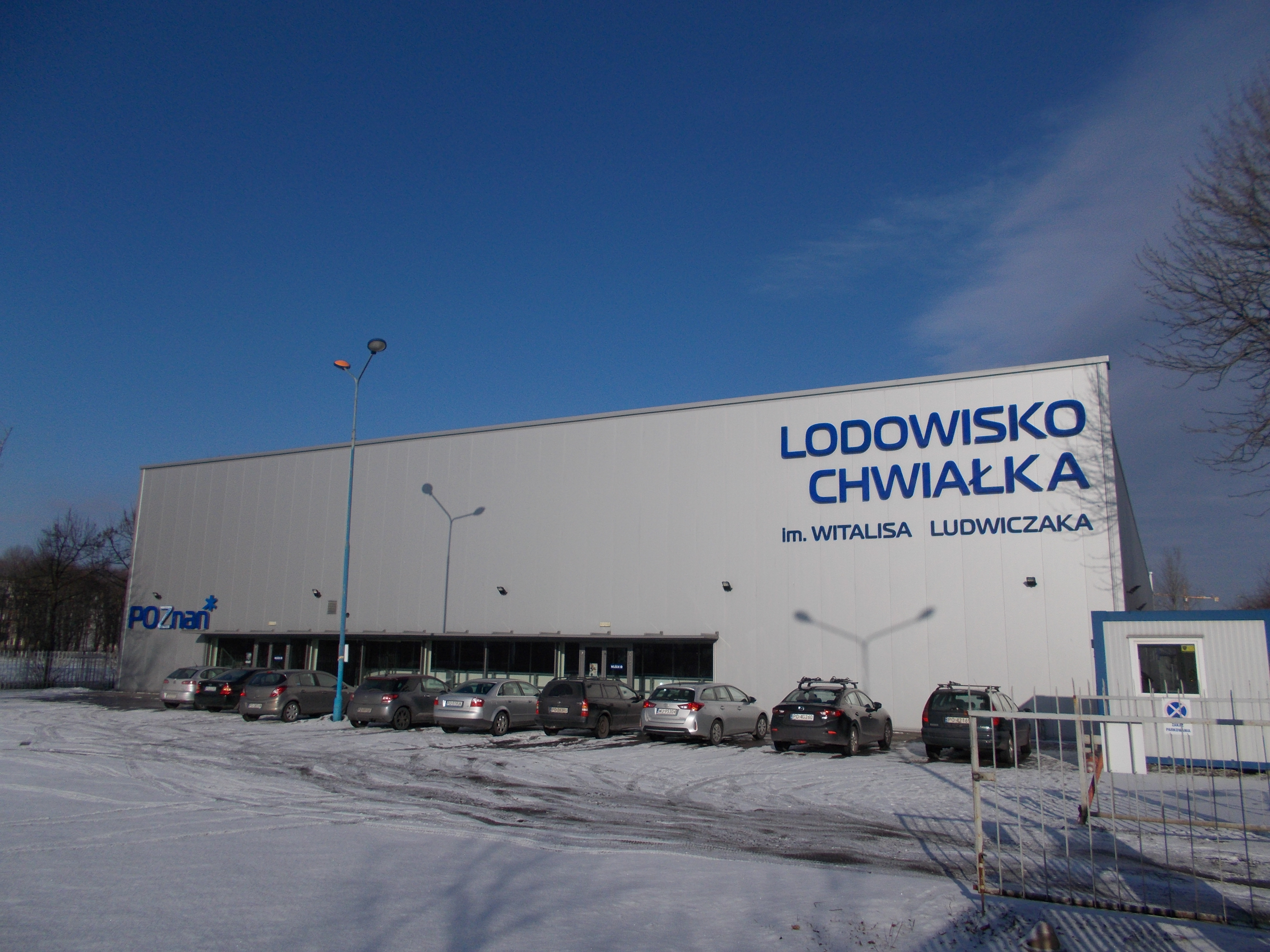
Widok ogólny

Lodowisko Chwiałka im. Witalisa Ludwiczaka – sztuczne lodowisko w Poznaniu na Łęgach Dębińskich na osiedlu samorządowym Wilda.

## Historia
Obiekt został uruchomiony w sezonie zimowym 2009/2010 przez Poznańskie Ośrodki Sportu i Rekreacji (POSiR) przy ulicy Ojca Mariana Żelazka 1 w Poznaniu. Jest pierwszym pełnowymiarowym lodowiskiem w mieście od czasu zamknięcia "starej" Bogdanki w 1994 roku.
Od sezonu 2012/2013, za sprawą starań Poznańskiego Towarzystwa Hokejowego, jest całkowicie zadaszone (na stałe), dzięki czemu jest w stanie funkcjonować przez prawie cały rok. Lodowisko spełnia wymogi homologacyjne Polskiego Związku Hokeja na Lodzie, co umożliwia rozgrywanie profesjonalnych meczów hokejowych.
7 lutego 2014 nadano mu imię hokeisty, olimpijczyka Witalisa Ludwiczaka (1910-1988). Upamiętnia go tablica pamiątkowa wewnątrz obiektu.